# トヨ (食品)

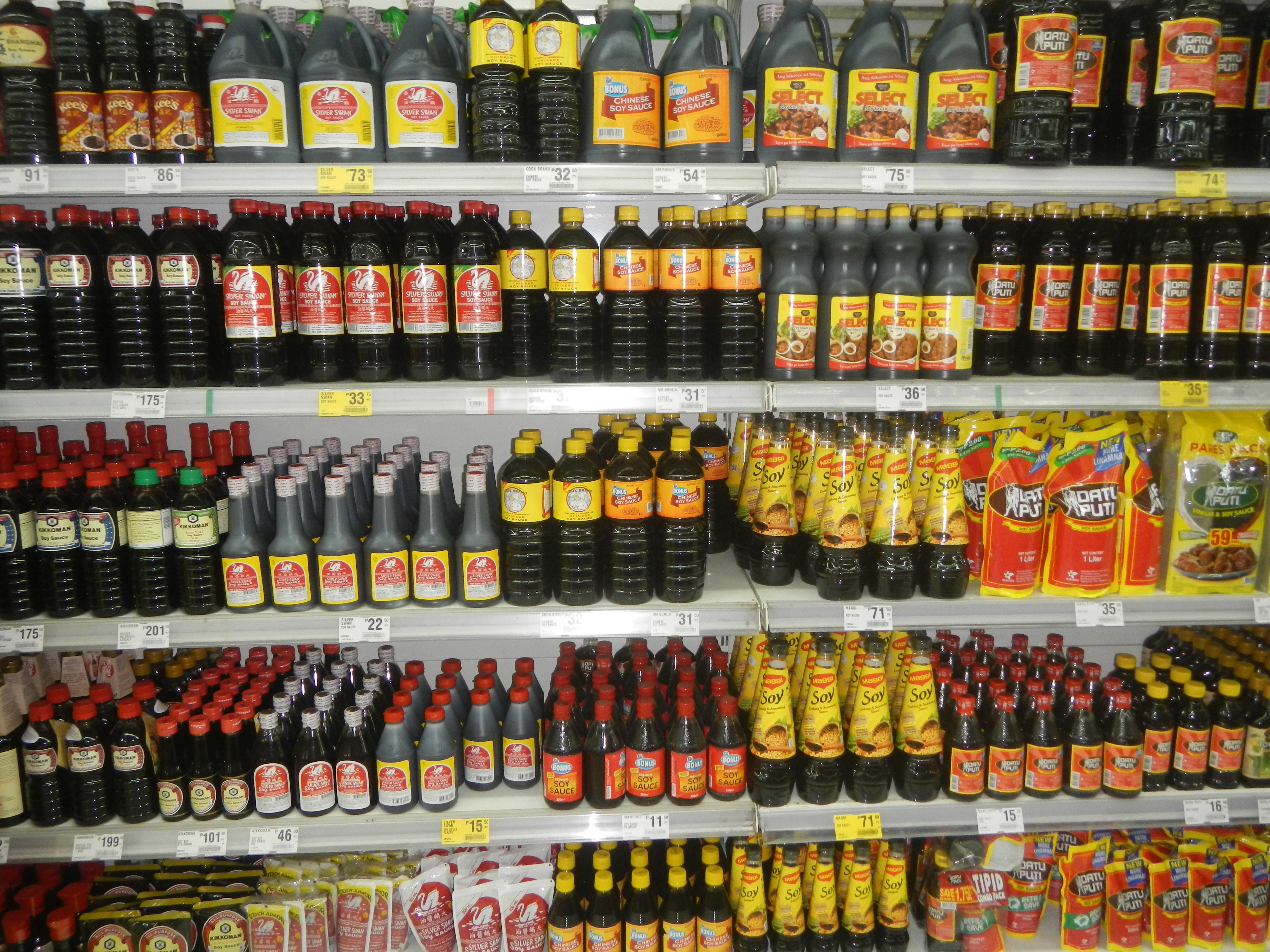
フィリピンのソイソースと魚醤

トヨ（Toyo）はフィリピンのソイソース。日本の醤油に比べると、色が濃く塩味が強い。
フィリピンにおける2008年の調査では約31%の家庭で１日１回消費されている。シルバースワンやダトゥプティ、マルカピーナなどの大手メーカー品が人気があり、60mlほどの小型容器から1ガロン（3.8L）入りの大型容器まで販売されている。

## 製法
伝統的な製法においては、丸大豆を一晩浸水させたのち、１時間蒸し上げる。発酵のためのカビを含むコメを混ぜ、炒った小麦粉をかけて竹製のザルに広げる。この状態で3日間、約30℃でカビを繁殖させ、Aspergillus oryzaeが優勢となる。
これを容器に移して濃度18％の食塩水を注ぎ、１か月から１年ほど二次発酵を行う。この間に、乳酸菌であるLactobacillus delbrueckiiやPediococcus halophilus、酵母であるSaccharomycopsis rouxiiやZygosaccharomyces sojaeなどが活発に増殖してpH値が低下する。近年では日本の醤油作りの手法も取り入れられ、さらっとした性状となっている。

## 用途
フィリピン料理では煮込み料理にトヨはよく使用され、特にアドボでは７割近くのレシピでトヨを使っている。また、タパに使う肉の味付けや、パタティムの煮込み、カラマンシーなどと合わせてつけダレであるサウサワンなどにも用いられている。

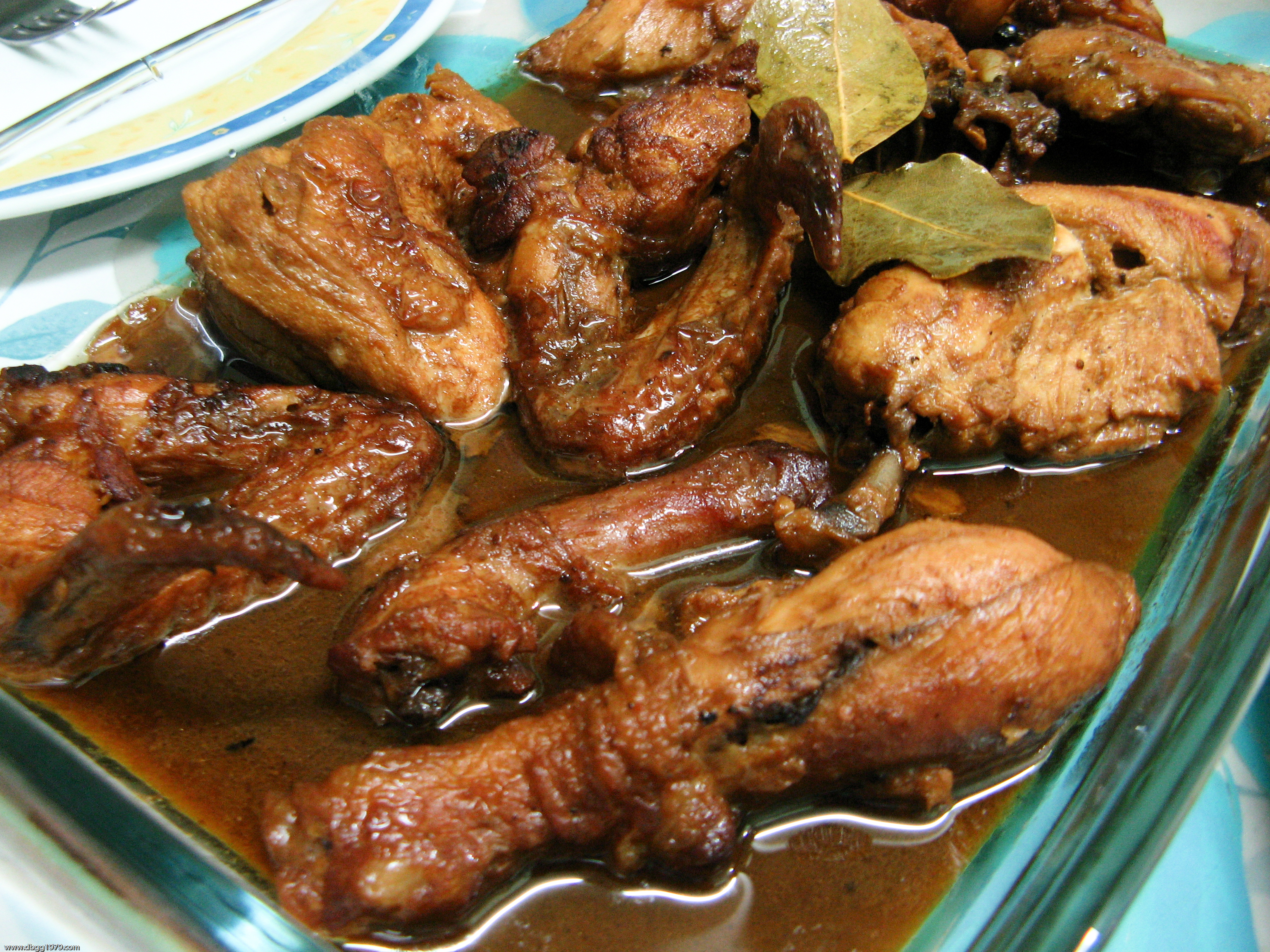
アドボ
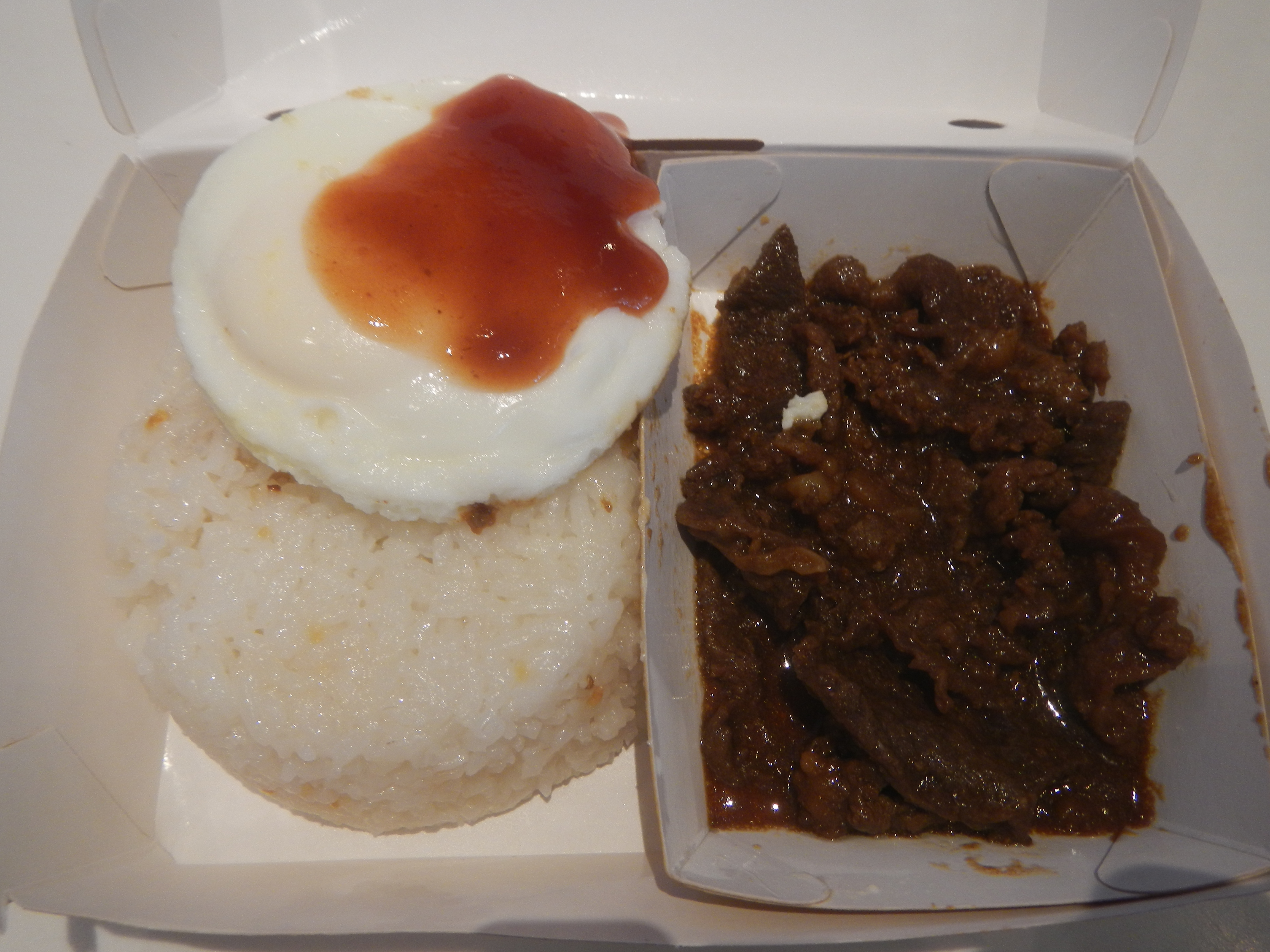
タパ
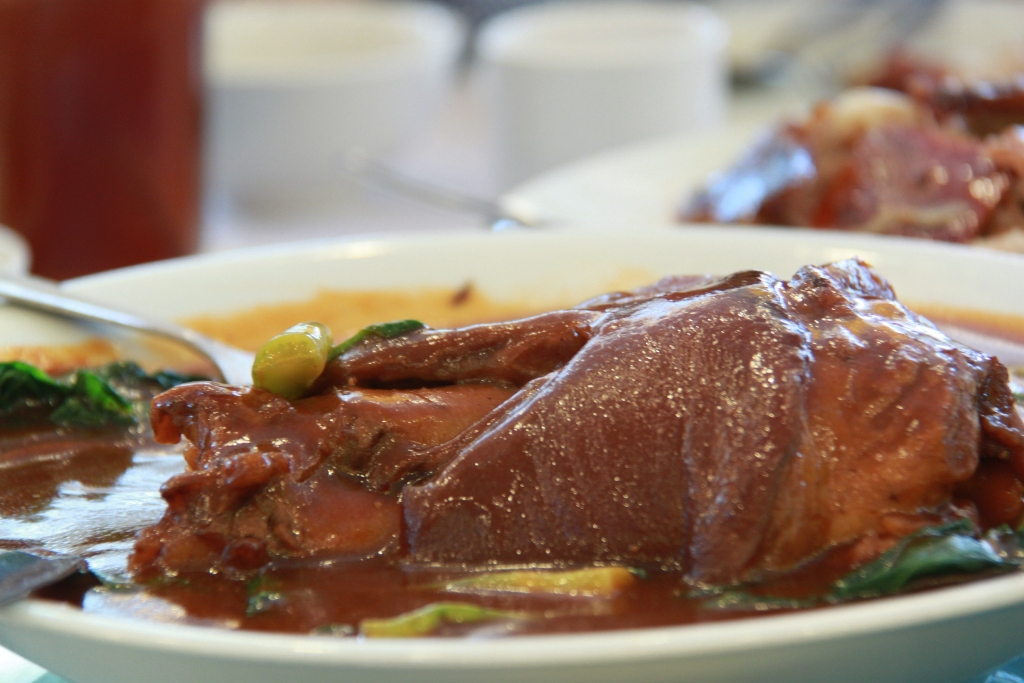
パタティム
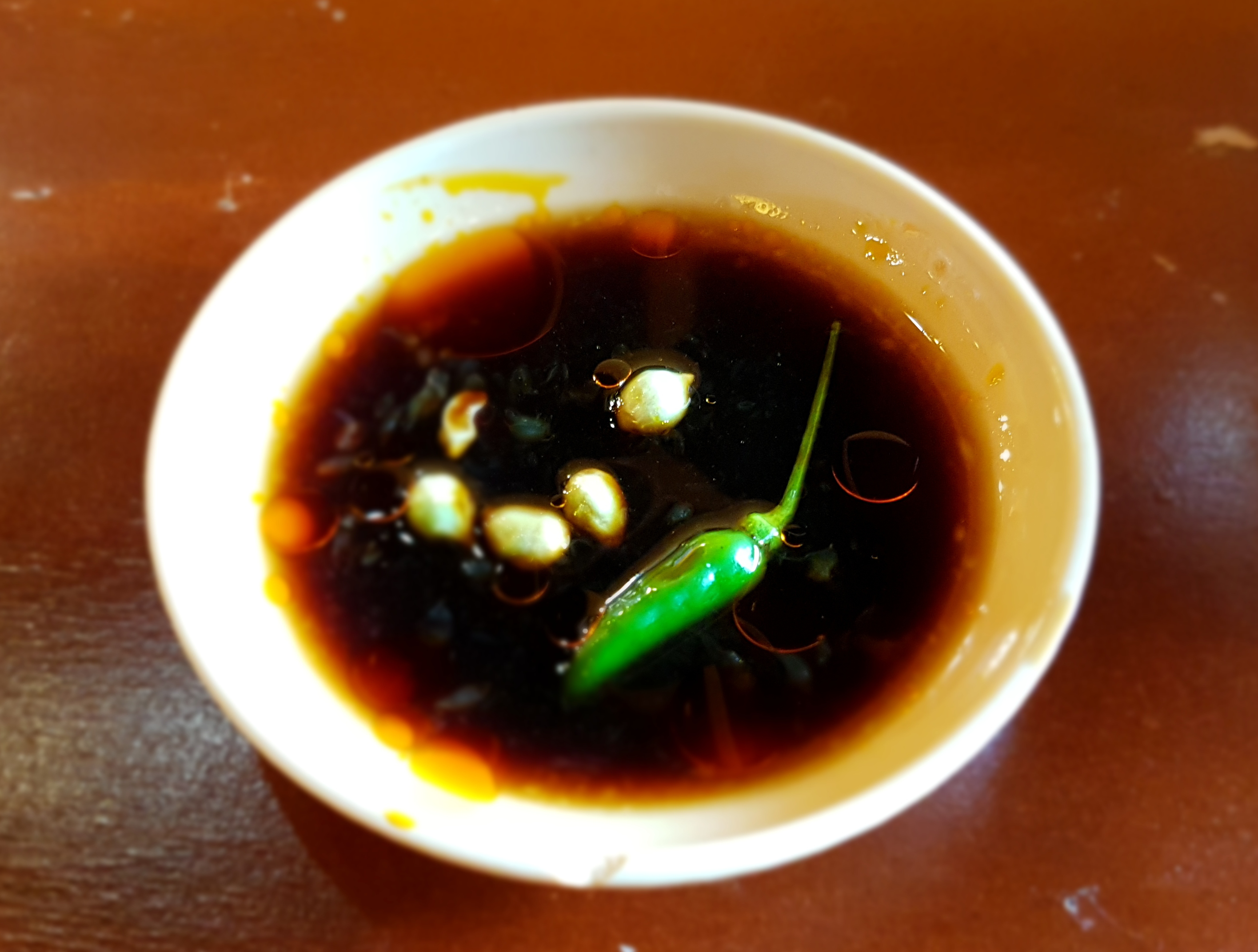
サウサワン